# Polyplectropus altera
Polyplectropus altera är en nattsländeart som beskrevs av Mcfarlane in Mcfarlane och Cowie 1981. Polyplectropus altera ingår i släktet Polyplectropus och familjen fångstnätnattsländor. Inga underarter finns listade i Catalogue of Life.